# Polycnemum verrucosum
Polycnemum verrucosum är en amarantväxtart som beskrevs av Lang. Polycnemum verrucosum ingår i släktet broskörter, och familjen amarantväxter.

## Underarter
Arten delas in i följande underarter:
- P. v. roseiflorum
- P. v. diffusum
- P. v. exiguum
- P. v. intermedium